# 遠見豊子
遠見 豊子（とおみ とよこ、1912年3月6日 - 1979年8月3日）は日本のピアニスト、音楽教育者。京都府出身。1929年に東京音楽学校予科に入学。1933年3月に同校本科器楽部ピアノ専攻を卒業。同年より同校の聴講科と研究科に進学し、1935年3月に聴講科ピアノ専攻を、1936年3月に研究科作曲部を修了。レオ・シロタ、クラウス・プリングスハイム、レオニード・クロイツァーに師事した。1939年10月（2日または20日）にデビュー。上野楽星会員。東京女子高等師範学校、武蔵野音楽学校、上野児童音楽学園講師。お茶の水女子大学教授。

## 活動
- 1952年（昭和27年）6月21日 - ボーイスカウト基金募集の会 呉泰次郎 ピアノ協奏曲  Pf: 遠見豊子  （於：日比谷公会堂）
- 1962年（昭和37年）3月21日 - クロイツァーの遺徳を偲ぶ門下生及び関係者にて「クロイツァー記念会」を設立。初代会長に高折宮次が就任。初代委員に、田尾一一、井口秋子、黒沢愛子、伊達純、有馬大五郎、属啓成、中谷孝男、守田貞勝、伊藤義雄、遠見豊子の諸氏が就任。（於：日本工業倶楽部）[9]
- 1973年（昭和48年）4月25日 「研究公開講座」－レオニード・クロイツァーとショパン－を開催。講師／伊達純、大堀敦子、井内澄子、遠見豊子、矢代秋雄（於：日経ホール）[9]

## 著作
- ピアノの詩人ショパンの一素描 : ハッチェソン敎授著『ピアノ音樂』の紹介（1953年）[10]